# 氢化亚铁
氢化亚铁，化学式为FeH2或(FeH2)n，是一种无机化合物。它在动力学上是不稳定的，因此对其性质知之甚少。然而，它以黑色无定形粉末的形式，于2014年首次合成。